# Feleti Sevele
Feleti Vakaʻuta Sevele, Lord Sevele di Vailahi (Tonga, 7 luglio 1944), è un politico tongano, primo ministro delle Tonga dal 2006 al 2010.

## Biografia

### Istruzione
Feleti Sevele è nato nel 1944 a Maʻufanga, figlio di Viliami Vakaʻuta Sevele e di Mele Yarnton.
Frequentò la scuola elementare cattolica e dal 1956 al 1957 fu studente dell'Apifo‘ou College. Dal 1958 al 1961 studiò al St John's College di Levuka, nelle Figi, e frequentò la Marist Brother High School a Suva nel 1962.
Nel 1963 si trasferì in Nuova Zelanda per ultimare gli studi secondari al St Bede's College di Christchurch; si laureò in seguito presso l'Università di Canterbury nel 1967 in matematica e geografia economica, per poi conseguire un master nel 1969 e un dottorato nel 1973 in sviluppo economico.

### Carriera
Tornato a Tonga, lavorò per il Tongan Commodities Board dal 1973 al 1978; da allora fu capo economista della Commissione per il Pacifico Meridionale (SPC) a Noumea per sei anni.
Tra il 1984 e il 1990 fu il direttore dell'Educazione Cattolica delle Tonga per incarico del vescovo Finau; in seguito lavorò come consulente per il Governo (1990-1992) e per la ANZ Bank (1993-1994).
Negli anni '90 divenne membro noto del movimento pro-democrazia delle Tonga e nel 1999 venne eletto all'Assemblea legislativa come rappresentante del popolo nella circoscrizione di Tongatapu; fu rieletto nel 2002 e nel 2005, anno in cui fu nominato ministro del lavoro, del commercio e dell'industria, diventando uno dei due primi ministri ad essere nominato tra i rappresentanti del popolo.
L'11 febbraio del 2006 ricevette l'incarico di primo ministro ad interim, reso poi ufficiale il 30 marzo. Si dedicò alle riforme democratiche della Costituzione, promulgate nel 2010. Nello stesso anno, con una sovvenzione di 500.000 dollari, sostenne la Nuova Zelanda colpita dal terremoto di Christchurch. Nel 2011 fu reso nobile a vita, acquisendo il titolo di lord, in riconoscimento per i suoi servizi al paese.

## Vita privata
È sposato con ‘Ainise Manu e ha tre figli: Maliana, Frederick Stephen e Pisila.